# Pteridrys zeylanica
Pteridrys zeylanica là một loài dương xỉ trong họ Tectariaceae. Loài này được Ching ex C.Chr. & Ching mô tả khoa học đầu tiên năm 1934.
Danh pháp khoa học của loài này chưa được làm sáng tỏ. 